# 김재근 (언론인)
김재근(金載根, 1957년  ~ )은 대한민국의 EBS의 방송인이였다.  

## 학력
- 연세대 경영대학원 마케팅학 석사

## 경력
- EBS 경영본부 사업국 국장(광고 총괄)
- 前 EBS 미디어 대표이사